# اثر الیگودینامیک

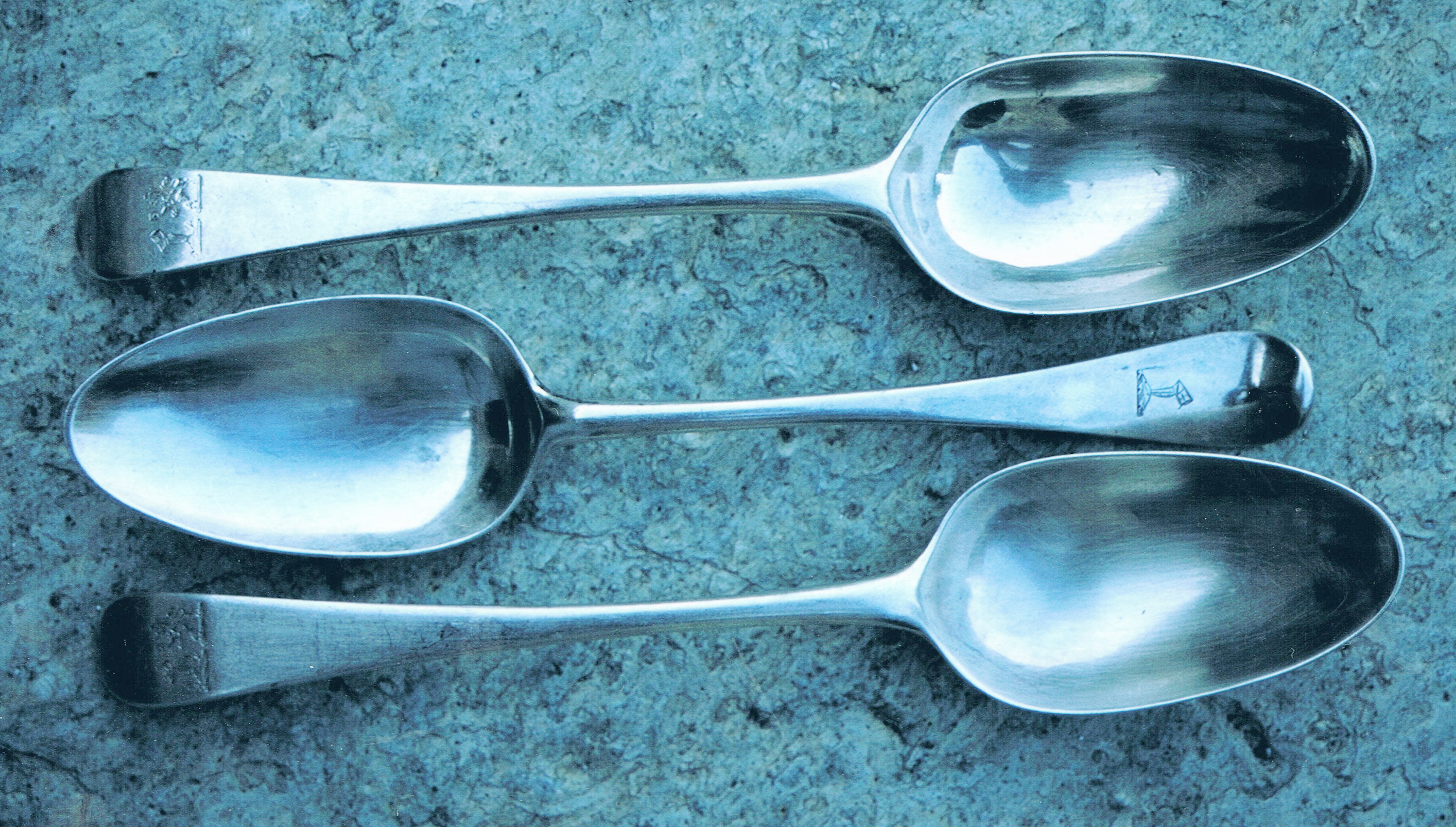
اثر الیگودینامیک قاشق نقره‌ای، که خود ضد عفونی کننده است.

اثر الیگودینامیک از زبان یونانی الیگو به معنی چند، دینامیک به معنای نیرو می‌باشد که اثر زیست‌کش بودن فلزات است. فلزات سنگین حتی با چگالی کم، اثر الیگودینامیک دارند. این اثر نخستین بار توسط کارل ویلهم ناگلی (به انگلیسی: Karl Wilhelm von Nägeli) کشف شد، هرچند وی متوجه دلیل این امر نشد. طلا، مس و نقره و برخی دیگر از فلزات دارای این اثر می‌باشند.